# Krzemieniewo (Groot-Polen)
Krzemieniewo is een dorp in het Poolse woiwodschap Groot-Polen, in het district Leszczyński. De plaats maakt deel uit van de gemeente Krzemieniewo en telt 1200 inwoners.

## Verkeer en vervoer
- Station Krzemieniewo